# Red de carreteras federales de Estados Unidos

Mapa con las carreteras federales actuales.

La red de carreteras federales de los Estados Unidos (también llamada U.S. Routes o U.S. Highways) está formada por un conjunto de carreteras y autopistas integrado en una red superior nacional. Está coordinada entre los estados y aunque tienen la denominación «federal», son mantenidas y explotadas por los gobiernos de cada estado y las autoridades locales desde su instauración en 1926. Nunca ha habido diferencia en su financiación con las carreteras estatales. La numeración y situación está coordinada por la Asociación Americana de Administraciones de Carreteras Estatales y Transporte (en inglés: AASHTO), en la cual la única participación federal es un asiento sin derecho a voto del Departamento de Transporte de los Estados Unidos.
La red de autopistas interestatales de Estados Unidos ha tomado el testigo de las U.S. Highways para el tráfico de larga distancia, aunque muchas conexiones regionales importantes se realizan a través de las U.S. Highways y las nuevas rutas que se están construyendo y añadiendo a la red.

## Características de la red
En general, las U.S. Highways no tienen parámetros mínimos de diseño, como las autopistas interestatales, y a menudo no son construidas con características de autovías de libre circulación. Muchas son las calles principales de las ciudades por las que discurren. Sin embargo, las nuevas rutas que se añaden a la red deben cumplir las características mínimas definidas por la AASHTO.
Excepto los puentes y túneles de peaje, muy pocas U.S. Highways son carreteras de peaje. La política de la AASHTO dice que una carretera de peaje solo puede ser incluida como una ruta auxiliar y que debe mantenerse una continuidad sin peaje entre ambos extremos de la ruta para que sea parte de la red de carreteras federales. Sin embargo, ninguna de las siguientes cuatro carreteras de peaje sigue ese criterio:
- U.S. Route 51 utiliza parte de la Northwest Tollway en Illinois; la carretera antigua es la Illinois Route 251
- U.S. Route 278 utiliza la autopista de peaje Cross Island Parkway en Carolina del Sur; la antigua carretera es la U.S. Route 278 Business
- U.S. Route 412 utiliza la Cimarron Turnpike en Oklahoma; la antigua carretera es la U.S. Route 64
- U.S. Route 412 utilizar la Cherokee Turnpike en Oklahoma; la antigua carretera es la U.S. Route 412 Scenic

### Numeración
Las U.S. Routes de dos dígitos siguen una regla sencilla, en la cual las rutas impares discurren generalmente de sur a norte y las rutas pares lo hacen de oeste a este. (U.S. Route 101 es considerada de dos dígitos, siendo el primero «diez»). La numeración generalmente se incremente de 1 en el este a 101 en el oeste y 2 en el norte a 98 en el sur. La numeraciones acabadas en cero o en uno (y U.S. Route 2), y en menor medida en cinco, estaban consideradas como rutas principales en las primeras catalogaciones, pero extensiones y discontinuidades han hecho que esta distinción tenga cada vez menos sentido; por ejemplo, U.S. Route 6 fue hasta 1964 la carretera más larga. La red está al contrario que la Red de Autopistas Interestatales de Estados Unidos, la cual se incrementa de oeste a este y de sur a norte.
La numeración de tres dígitos se asigna a los ramales de las rutas de dos dígitos. Por ejemplo, U.S. Route 201 parte de la U.S. Route 1 en Brunswick, Maine hacia el norte a Canadá. No todos los ramales discurren en la misma dirección que sus rutas primarias; algunas solo conectan con sus primarias a través de otros ramales, o sin ninguna conexión, discurriendo en este caso solo en sus proximidades. Como fue inicialmente concebido, el primer dígito de los ramales se incrementa de norte a sur y de este a oeste a lo largo de la ruta primaria. Por ejemplo, U.S. Route 60 (1925) cruza, de este a oeste, U.S. Route 160 en Kansas, U.S. Route 260 en Oklahoma, U.S. Route 360 en Texas y, en Nuevo México, U.S. Route 460 y U.S. Route 560. Como las rutas de dos dígitos, las de tres dígitos han sido añadidas, eliminadas, ampliadas y cortadas; la relación entre ruta primaria y secundaria no siempre está presente. Algunos ramales de la descatalogada U.S. Route 66 aún existen. La U.S. Route 191 discurre entre fronteras mientras que la U.S. Route 91 ha sido sustituida, en gran parte, por la Interstate 15.
Algunas rutas aprobadas desde 1980 no siguen este patrón:
- U.S. Route 400, aprobada en 1994, no tiene ruta principal.
- U.S. Route 412, aprobada en 1982, no está cerca de la U.S. Route 12.
- U.S. Route 425, aprobada en 1989, no está cerca de la U.S. Route 25.

Además, la U.S. Route 163, aprobada en 1971, no está cerca de la U.S. Route 63. La corta U.S. Route 57, aprobada en 1970, conecta con la Federal Highway 57 de México y se encuentra al oeste de la antigua U.S. Route 81.
Mientras las normas de la AASHTO prohíben específicamente la existencia de Autopistas Interestatales y U.S. Highways que compartan numeración dentro del mismo Estado (a causa de ello no hay Autopistas Interestatales 50 o 60), la numeración inicial aprobada para las Autopistas Interestatales en 1958 no cumplía con la Interstate 24 y U.S. Route 24 en Illinois, las Interstate 40, Interstate 80, U.S. Route 40 (en) y U.S. Route 80 en California. (Las U.S. Route 40 y U.S. Route 80 fueron cambiadas en 1964 después de una renumeración en California). Algunas Autopistas Interestatales recientes o propuestas, algunas de ellas fuera de la malla, también lo incumplen: Interstate 41 (en) y U.S. Route 41 (en) en Wisconsin (con trazado coincidente), Interstate 49 y U.S. Route 49 (en) en Arkansas, Interstate 69 (en) y U.S. Route 69 (en) en Texas y las Interstate 74 (en) y U.S. Route 74 (en) en Carolina del Norte (con trazado coincidente).